# 马伊城
马伊城（法語：Mailly-la-Ville，法語發音：[maji la vil]）是法国勃艮第-弗朗什-孔泰大区约讷省的一个市镇，属于欧塞尔区。

## 地理
马伊城（47°35'57"N, 3°40'52"E）面积23.79 平方千米，位于法国勃艮第-弗朗什-孔泰大區约讷省，该省份为法国中北部内陆省份，西接卢瓦雷省，西北接塞纳-马恩省，南至涅夫勒省，东临科多尔省，东北与奥布省接壤。
与马伊城接壤的市镇（或旧市镇、城区）包括：瑟里、布瓦达尔西、布罗斯、屈尔河畔阿尔西、屈尔河畔贝西、马伊堡、约讷河畔梅里、约讷河畔特吕西。

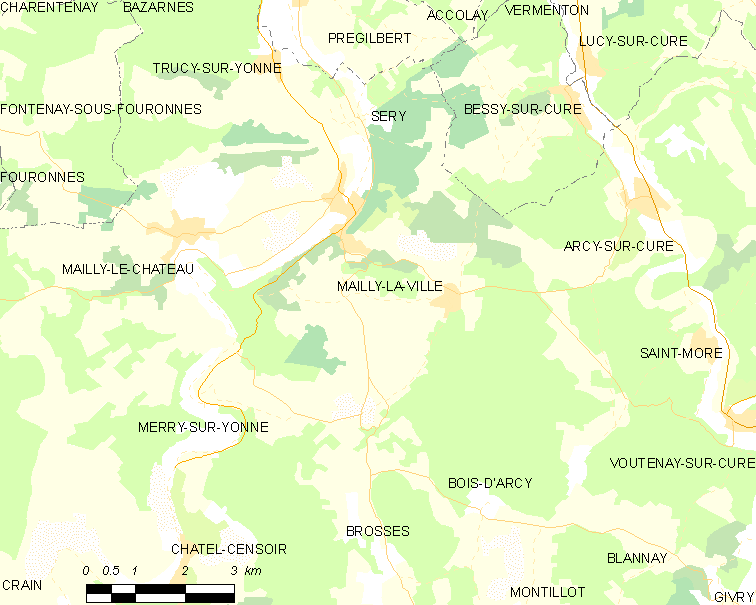
马伊城的OSM定位图

马伊城的时区为UTC+01:00、UTC+02:00（夏令时）。

## 行政
马伊城的邮政编码为89270，INSEE市镇编码为89237。

## 政治
马伊城所属的省级选区为茹拉维尔县。

## 人口

1962-2008年间马伊城人口变化图示

马伊城于2022年1月1日时的人口数量为494人。